# La Répara-Auriples
La Répara-Auriples is een gemeente in het Franse departement Drôme (regio Auvergne-Rhône-Alpes) en telt 222 inwoners (2004). De plaats maakt deel uit van het arrondissement Die.

## Geografie
De oppervlakte van La Répara-Auriples bedraagt 10,0 km², de bevolkingsdichtheid is 22,2 inwoners per km².

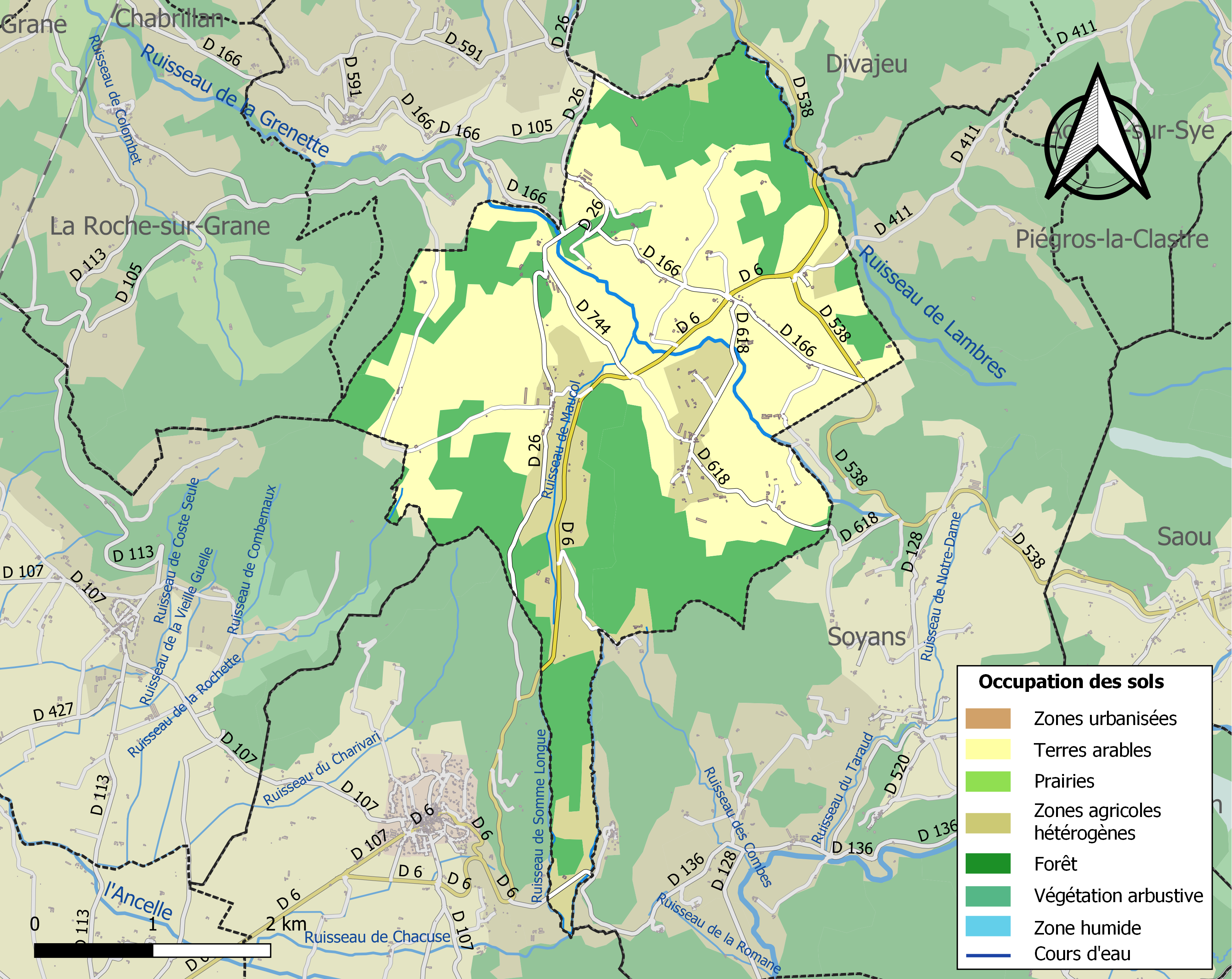
Kaart van de gemeente met belangrijkste infrastructuur, bodemgebruik en omliggende gemeenten

## Demografie
Onderstaande figuur toont het verloop van het inwonertal (bron: INSEE-tellingen).

1. ↑  Populations de référence 2022.